# SHC Belpa 1107
Der SHC Belpa 1107 ist ein 1990 gegründeter Streethockeyclub in der Schweiz. Er ist in der Gemeinde Belp im Kanton Bern. Er spielt seit 1994 in der Nationalliga A von Swiss Streethockey.

## Geschichte
Der SHC Belpa 1107 nahm in der Saison 1990/91 erstmals an der Schweizer Streethockey-Meisterschaft teil. Im Frühjahr 1993 stieg der SHC Belpa 1107 in die neu geschaffene Nationalliga B ab. Im Frühjahr 1994 gelang der sofortige Wiederaufstieg in die Nationalliga A. Seither gehört der SHC Belpa 1107 ununterbrochen der höchsten Schweizer Spielklasse an. Zwischen 1990 und 2010 wurden die Heimspiele in der Mühlematt in Belp ausgetragen. Ende 2010 erfolgte der Umzug auf die neue Streethockey-Anlage beim Flughafen Belp. Seit 2020 besteht das Damenteam des SHC Belpa 1107. In der Saison 2023/24 umfasst der Verein ein Herren Nationalliga A-Team, ein Damenteam, drei Nachwuchsteams (U18, U15 und U12) sowie ein gemischtes 2. Liga-Team. Es wird versucht, das Seniorenteam aufrechtzuerhalten sowie langsam ein U9-Team aufzubauen.

## Sportliche Erfolge
- Schweizermeister NLA: 2013
- Schweizermeister Damen: 2020, 2021
- Vizemeister NLA: 1997, 2000, 2001, 2011, 2012, 2014, 2015, 2017, 2018
- Vizemeister Damen: 2022
- 3. Platz: 2002, 2004, 2007, 2010
- Cupsieger: 1998, 2013
- Cupfinalist: 2005, 2006, 2009, 2011, 2014, 2015
- Europacupteilnahmen: 2001, 2008, 2011 (Finalist), 2013, 2014
- U18 Schweizermeister: 1997, 1999, 2006, 2008, 2011, 2017
- U15 Schweizermeister: 2008, 2018
- U15 Cupfinalist: 2014, 2016[2]

## Rekordspieler
- Meiste Spiele NLA: Alessio Faina, 380 Spiele
- Meiste Tore NLA: Alessio Faina, 544 Tore
- Meiste Assists NLA: Alessio Faina, 562 Assists
- Meiste Punkte NLA: Alessio Faina, 1106 Punkte
- Meiste Punkte Damen: Martina Müller, 41 Punkte
- Meiste Spiele Damen: Jana Heuscher, 29 Spiele
- Meiste Spiele U18: Oliver Zwahlen, 91 Spiele

(Stand: 15. August 2024)

## Aktuelle Nationalspieler
- Alessio Faina
- Mikel Fairclough
- Jana Heuscher
- Martina Müller
- Jamie Roth
- Élise Vuille-Lessard